# Parque nacional de Gunung Palung
El parque nacional de Gunung Palung es un parque nacional de Indonesia. Se encuentra en la isla de Borneo, en la provincia de Kalimantan Occidental (Borneo Occidental), al norte de Ketapang y al este de Sukadana.

## Historia
Gunung Palung fue protegida por primera vez en 1937 como un bosque de reserva natural que se extiende por 300 kilómetros cuadrados. En 1981, el tamaño fue incrementado hasta los 900 kilómetros cuadrados y su estatus se elevó al estatus de santuario de la fauna, y el 24 de marzo de 1990 la zona se convirtió en un parque nacional.